# J3 League 2016
La J3 League 2016, también conocida como Meiji Yasuda J3 League 2016 por motivos de patrocinio, fue la tercera temporada de la J3 League. Contó con la participación de dieciséis equipos. El torneo comenzó el 13 de marzo y terminó el 20 de noviembre de 2016.
Los nuevos participantes fueron, por un lado, los equipo descendidos de la J2 League: Tochigi S.C., que había ascendido en la temporada 2009, y Oita Trinita, que hizo su debut en el torneo. Por otra parte, el equipo proveniente de la Japan Football League: Kagoshima United, además de Gamba Osaka sub-23, Cerezo Osaka sub-23 y F.C. Tokyo sub-23, filiales de dichos conjuntos profesionales. Cabe recalcar que estos últimos tres equipos no tendrían la posibilidad de subir a la J2 League.
El campeón fue Oita Trinita, por lo que ascendió a Segunda División. Por otra parte, salió subcampeón Tochigi S.C., quien clasificó a la promoción entre J2 y J3 para tratar de obtener el segundo ascenso, pero la perdió y permaneció en la tercera división.

## Ascensos y descensos
| Descendidos de la J3 League 2015 |
| -------------------------------- |
| No hubo                          |

| Torneo | Ascendidos a la J3 League 2016 |
| ------ | ------------------------------ |
| JFL    | Kagoshima United               |

| Pos | Ascendidos a la J2 League 2016 |
| --- | ------------------------------ |
| 1.º | Renofa Yamaguchi               |
| 2.º | Machida Zelvia                 |

| Pos  | Descendidos de la J2 League 2015 |
| ---- | -------------------------------- |
| 21.º | Oita Trinita                     |
| 22.º | Tochigi S.C.                     |

- De esta manera, el número de participantes aumentó a 16.

## Reglamento de juego
El torneo se disputó en un formato de todos contra todos a ida y vuelta, de manera tal que cada equipo debió jugar un partido de local y uno de visitante contra sus otros quince contrincantes. Una victoria se puntuaba con tres unidades, mientras que el empate valía un punto y la derrota, ninguno.
Para desempatar se utilizaron los siguientes criterios:
1. Puntos
2. Diferencia de goles
3. Goles anotados
4. Resultados entre los equipos en cuestión
5. Desempate o sorteo

El equipo con más puntos al final del campeonato ascendería directamente a la J2 League 2017, mientras que se jugarían dos partidos de promoción entre el subcampeón y el penúltimo de la J2 League 2016 para dirimir un cupo en la segunda categoría.

## Tabla de posiciones
| Pos. | Equipo              | Pts. | PJ | G  | E  | P  | GF | GC | Dif. | Ascenso                    |
| ---- | ------------------- | ---- | -- | -- | -- | -- | -- | -- | ---- | -------------------------- |
| 1    | Oita Trinita (C)    | 61   | 30 | 19 | 4  | 7  | 50 | 24 | +26  | Ascendido a J2 League 2017 |
| 2    | Tochigi S.C.        | 59   | 30 | 17 | 8  | 5  | 38 | 20 | +18  | Promoción J2/J3            |
| 3    | Nagano Parceiro     | 52   | 30 | 15 | 7  | 8  | 33 | 22 | +11  |                            |
| 4    | Blaublitz Akita     | 50   | 30 | 14 | 8  | 8  | 37 | 26 | +11  |                            |
| 5    | Kagoshima United    | 50   | 30 | 15 | 5  | 10 | 39 | 29 | +10  |                            |
| 6    | Kataller Toyama     | 49   | 30 | 13 | 10 | 7  | 37 | 29 | +8   |                            |
| 7    | Fujieda MYFC        | 45   | 30 | 14 | 3  | 13 | 48 | 42 | +6   |                            |
| 8    | F.C. Ryukyu         | 44   | 30 | 12 | 8  | 10 | 46 | 46 | 0    |                            |
| 9    | Gamba Osaka sub-23  | 38   | 30 | 10 | 8  | 12 | 42 | 41 | +1   |                            |
| 10   | F.C. Tokyo sub-23   | 36   | 30 | 9  | 9  | 12 | 32 | 31 | +1   |                            |
| 11   | S.C. Sagamihara     | 35   | 30 | 9  | 8  | 13 | 29 | 46 | −17  |                            |
| 12   | Cerezo Osaka sub-23 | 32   | 30 | 8  | 8  | 14 | 38 | 47 | −9   |                            |
| 13   | Grulla Morioka      | 30   | 30 | 6  | 12 | 12 | 43 | 47 | −4   |                            |
| 14   | Fukushima United    | 30   | 30 | 7  | 9  | 14 | 35 | 44 | −9   |                            |
| 15   | Gainare Tottori     | 30   | 30 | 8  | 6  | 16 | 30 | 47 | −17  |                            |
| 16   | YSCC Yokohama       | 20   | 30 | 5  | 5  | 20 | 15 | 51 | −36  |                            |

 Fuente: J. League Data Site: 2016 MEIJI YASUDA J3 LEAGUE League table
Criterios de clasificación: 1) puntos; 2) diferencia de goles; 3) número de goles marcados; 4) resultados entre los equipos en cuestión.

## Promoción J2/J3
| 27 de noviembre de 2016, 12:33 (UTC+9) | Tochigi S.C. | 0:1 (0:0) | Zweigen Kanazawa | Estadio Tochigi Green, Utsunomiya                       |                                                         |
|                                        |              | Reporte   | Koyanagi 89'     | Asistencia: 5.369 espectadores Árbitro(s): Itaru Hirose | Asistencia: 5.369 espectadores Árbitro(s): Itaru Hirose |

| 4 de diciembre de 2016, 12:34 (UTC+9) | Zweigen Kanazawa | 2:0 (1:0) | Tochigi S.C. | Estadio Atlético, Toyama                                  |                                                           |
|                                       | Nakami 34', 69'  | Reporte   |              | Asistencia: 7.130 espectadores Árbitro(s): Yūdai Yamamoto | Asistencia: 7.130 espectadores Árbitro(s): Yūdai Yamamoto |

Zweigen Kanazawa ganó por 3 a 0 en el marcador global y se mantuvo en la Segunda División para la temporada 2017, al mismo tiempo que Tochigi S.C. permaneció en la J3 League.

## Máximos goleadores
| Posición | Futbolista        | Club                | Goles |
| -------- | ----------------- | ------------------- | ----- |
| 1        | Noriaki Fujimoto  | Kagoshima United FC | 15    |
| 2        | Yusuke Goto       | Oita Trinita        | 14    |
| 3        | Keita Tanaka      | FC Ryukyu           | 13    |
| 4        | Yuichiro Edamoto  | Fujieda MYFC        | 12    |
| 5        | Tsugutoshi Oishi  | Tochigi SC          | 11    |
| 5        | Yu In-soo         | FC Tokyo sub-23     | 11    |
| 7        | Ritsu Doan        | Gamba Osaka sub-23  | 10    |
| 7        | Kazushi Mitsuhira | Oita Trinita        | 10    |
| 9        | Taku Ushinohama   | Grulla Morioka      | 9     |
| 9        | Hiroki Higuchi    | Fukushima United FC | 9     |

## Campeón
|                                  |
|                                  |
| Campeón Oita Trinita 1.er título |